# تسورتیل
تسورتیل (به لاتین: Tsurtil) یک منطقهٔ مسکونی در روسیه است که در داغستان واقع شده‌است.